# Sunds
Sunds er en by i Midtjylland med 4.335 indbyggere  (2024), beliggende 13 km nordvest for Ikast, 39 km sydvest for Viborg, 44 km syd for Skive og 9 km nord for Herning. Byen hører til Herning Kommune og ligger i Region Midtjylland.

## Kirken
Sunds hører til Sunds Sogn, og Sunds Kirke ligger ved Skivevej i den nordlige del af byen med udsigt til Sunds Sø. Den nuværende kirke blev opført i 1897 omtrent på det sted, hvor den første kirke blev bygget i 1200-tallet. Dens døbefont, lavet af den berømte stenhugger Horder omkring år 1200, er bevaret i den nye kirke. Alteret er fra 1611, prædikestolen fra 1664 og de to kirkeklokker fra henholdsvis 1459 og 1965.

## Turisme
Byen ligger syd for Sunds Sø, hvor landevejen fra Herning deler sig og går henholdsvis vest om søen til Skive og øst om søen til Viborg. Ved søen er der et stort ferie- og udflugtsområde med sommerhuse. Den lavvandede sø har sandbund og er velegnet til badning og fiskeri.
Der er mange muligheder for vandre- og cykelture i området. Nordvest for byen ligger Sunds Kommuneplantage hvor der er shelterplads. Plantagen bruges også af den lokale spejderforening, der har to hytter i området, og den lokale jagtforening, som foruden at have jagten i plantagen har en lerdueskydebane. Desuden er der ved plantagen en velholdt eng med et sundt fugle- og dyreliv.

## Faciliteter
- Sunds Skole midt i byen fik i 2014 ledelse fælles med Ilskov Skole og er nu en afdeling af Sunds-Ilskov Skole. Sunds Skole har 0.-9. klassetrin og 2 specialklasser. Den får på overbygningen også tilført elever fra Ilskov Skole og Skalmejeskolen.[2] Sunds Skole blev bygget i 1955 med en øst- og sydfløj, hvortil senere kom en vest- og nordfløj. I 2006 blev skolen udvidet med bibliotek/mediatek, musiklokale og aula. Skolen har 571 elever.[3]
- Skalmejeskolen fra 1980 er byens anden folkeskole og ligger i den vestlige del af byen, Den har 207 elever, fordelt på 0.-6. klassetrin, og 25 ansatte. Skolen fik SFO i 2019.[4]
- Skalmejegården er en integreret daginstitution med vuggestue, børnehave og to fritidshjem for hhv. 0.-1. og 2.-4. årgang samt juniorklub om aftenen for 5.-6. årgang. Institutionen har 31 ansatte. Den holder til på 3 lokaliteter og råder over en bus, så børnene kan skiftes til at være på institutionens sted ved søen.[5]
- Multicenter Sunds, der tidligere hed Sunds Hallerne, består af to store haller, en stor multihal med springgrav, motionscenter, et 120 m³ stort mødelokale, der kan rumme pensionistforeningens og andre foreningers aktiviteter, og et lille mødelokale.
- Sunds Idrætsforening er en fodboldklub, der blev stiftet i 1941 ved en sammenlægning af Sunds Boldklub, stiftet i 1919, og Boldklubben Thorup.[6]
- Sunds GF blev stiftet i 1892 som Sunds Gymnastikforening. Den tilbyder håndbold, gymnastik, motion og kajakroning.[7]
- Foruden Sunds GF's kajakafdeling bruger to andre klubber Sunds Sø: Herning Roklub, der blev grundlagt i 1936[8] og Sunds Sejlklub, der blev grundlagt i 1975 som en klub for sejlførende både.[9]
- Restaurant Søgården har 5 selskabslokaler med plads til i alt 630 siddende gæster.[10]
- Plejecenter Søglimt fra 1935 er senest renoveret i 2009 og har 50 plejeboliger, fordelt på 4 boligenheder.[11]
- Byen har 2 dagligvareforretninger, 2 pizzeriaer, lægehus og filial af Handelsbanken.

## Historie
På det høje målebordsblad fra 1800-tallet var Sunds en landsby 2 km øst for kirken med 4 gårde og en vandmølle. Den lå i det område, der nu hedder Gammel Sunds. Ved kirken lå et fattighus. Kortet viser også landsbyen Torup, der nu er en lille bydel i det sydøstlige Sunds.
I 1904 beskrives Sunds og Torup således: "Sunds Kirke (1340: Sunzsæ, ɔ: Sunds Sø), ved Søens Vestkyst, og...Sunds, ved Søens Østkyst, med Skole, Vandmølle, Andelsmejeri og Mosestation samt Jærnbanest.;...Torup med Fattiggaard (opf. 1901, Plads for 8 Lemmer), Mølle og Kro;...Ved Kirken Missionshuset „Elim“ (opf. 1893)."

### Jernbanen
Da Herning-Viborg banen blev åbnet i 1906, blev en holdeplads anlagt ved Torup, men den fik navnet Sunds. Holdepladsen blev betjent af en ekspeditrice indtil 1920 og fik status som station i 1922. 7. september 1959 blev Sunds nedrykket til trinbræt, og persontrafikken ophørte 23. maj 1971. Der kørte stadig godstog forbi mellem Herning og Karup indtil 1977, hvor banen officielt blev nedlagt. Sporet blev taget op i løbet af det følgende år.
I 1995 blev Alhedestien indviet. Den følger det meste af den gamle banestrækning. Stationsbygningen i Sunds er revet ned.

### Stationsbyen
Kroen lå ved stationen, og bydannelsen startede på vejen mellem stationen og Sunds Kirke. Her lå mejeriet, og det lave målebordsblad fra 1900-tallet viser at der kom smedje, vindmølle, telefoncentral, jordemoderhus, forsamlingshus og savværk.

## Kendte personer
- Ulrik Lindkvist (1981-), tidligere professionel fodboldspiller i Ikast FS, FC Midtjylland, AGF, Vejle Boldklub og AC Horsens